# III kadencja austriackiej Rady Państwa

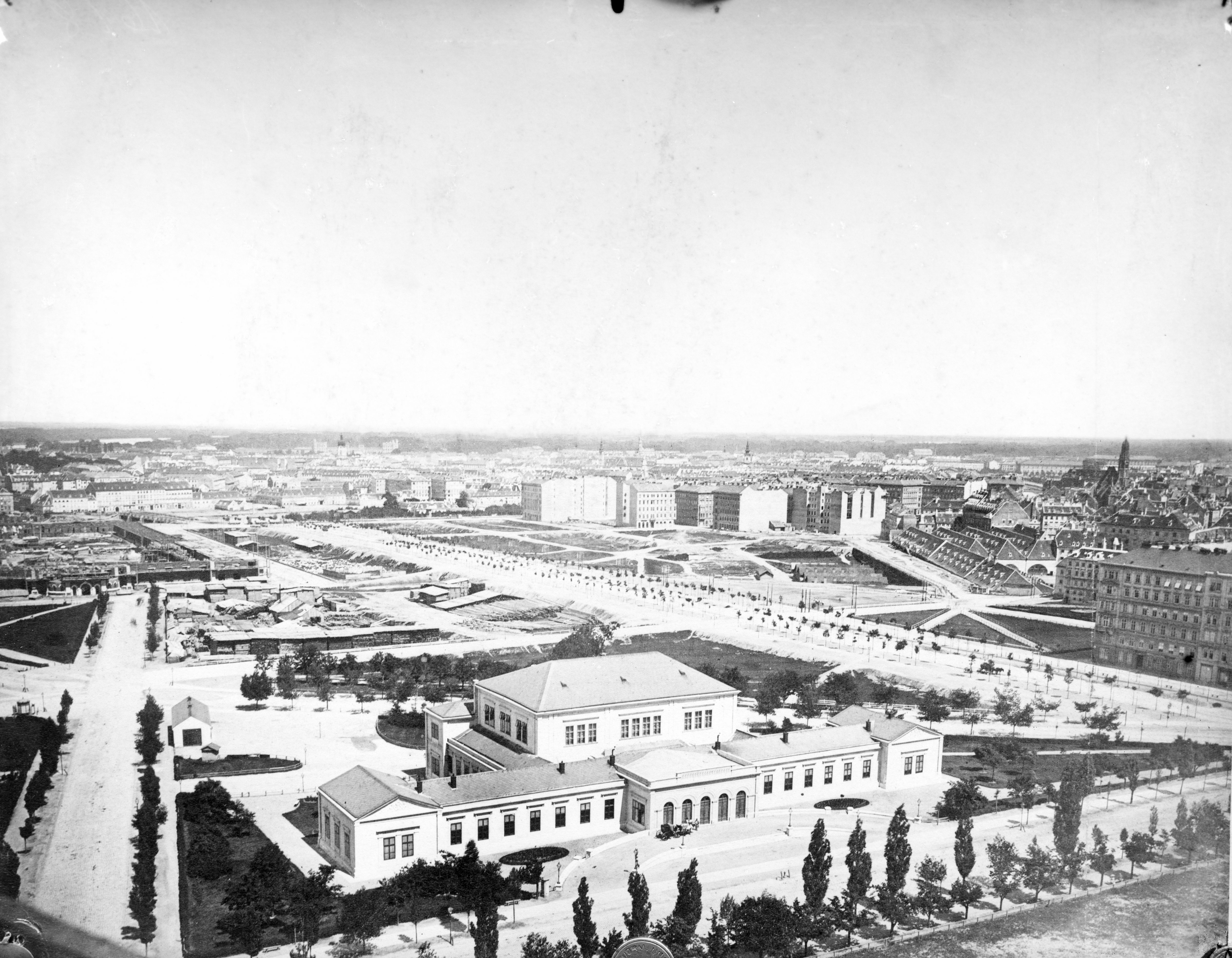

III kadencja austriackiej Rady Państwa – trzecia kadencja austriackiego parlamentu, Rady Państwa, odbywająca się w latach 1870–1871 w Wiedniu.
Odbyła się tylko jedna sesja parlamentu:
- VI sesja (15 września 1870–10 sierpnia 1871)

Posłowie do Rady Państwa III kadencji nie byli wybierani, lecz delegowani przez sejmy krajowe krajów koronnych.